# Ellen Glasgow
Ellen Glasgow (22 d'abril de 1873, Richmond, Virgínia – 21 de novembre de 1945) fou una escriptora estatunidenca l'obra de la qual reflecteix les transformacions de la societat estatunidenca del sud contemporani. Al llarg de quatre dècades va publicar una vintena de novel·les, algunes obres de teatre, algun recull de contes, poemes i crítica literària. Obtingué el Premi Pulitzer el 1942.
Les seves obres, que retraten la vida a la seva Virgínia natal, reflecteixen amb ironia i sense sentimentalisme el trànsit conflictiu entre l'antiga societat patriarcal i la nova societat empesa per la revolució industrial. I així, Ellen Glasgow analitza i descriu en les seves grans novel·les la decadència de la vella classe aristocràtica, les transformacions socials, els canvis morals profunds que comporta la modernitat i que capgiren inexorablement la societat victoriana. Aquest conjunt d'obres es poden dividir en tres grups: les novel·les històriques, el cicle de la vida camperola i el cicle de Richmond.
La seva primera obra va ser The descendant (El descendent), de l'any 1897, però el seu primer llibre d'èxit és The voice of people (La veu del poble), de l'any 1900. El seguiren Barren Ground (Terra erma) el 1902, o Virginia el 1913. La seva millor obra es considera que és The Sheltered Life (La vida protegida), publicada l'any 1935. Hi ha altres obres com Vein of Iron (Vena de ferro), que també va tenir molta difusió i tracta de la vida d'una noia que veu com l'home a qui estima passa per diferents etapes traumàtiques.
El 1942 va obtenir un Pulitzer amb l'obra In This Our Life. La Warner Brothers va comprar els drets per fer-ne una pel·lícula, que seria dirigida per John Huston i estrenada el 1942, interpretada per Bette Davis i Olivia de Havilland.